# روفیو
روفیو مأمور ارتشبد و فرمانروای رومی ژولیوس سزار بود. در سال ۴۷ پیش از میلاد، سزار او را به عنوان فرمانده کل قوای سه لژیون کرد که در مصر قرار داشتند.
روفیو فرزند یک شخص آزادشده بود و در سال ۴۸ پیش از میلاد به عنوان عضوی از ارتش سزار به مصر آمد. پس از دخالت سزار در درگیری میان کلئوپاترا و بطلمیوس سیزدهم بر سر تاج‌وتخت امپراتوری بطلمیوسی و برنده شدن جنگ ضد قوای بطلمیوس سیزدهم، او سه لژیون در مصر قرار داد تا پیروزی خود را تأمین کند. این لژیون‌ها، لژیون‌های ۲۷، ۳۷ و ۳۹ علاوه بر حفاظت، برای چک کردن و مراقب بودن از کلئوپاترا که اکنون بانوی سزار و فرمانروای مصر که متحد او نیز بود، قرار گرفته بودند.

## در فرهنگ عامه
- روفیو در بسته گسترشی بازی پنهان‌شدگان در بازی اساسینز کرید ریشه‌ها (۲۰۱۷) حضور پیدا می‌کند.
- روفیو در فیلم کلئوپاترا در سال ۱۹۶۳ حضور دارد. نقش او را مارتین لاندو بازی کرده‌است.